# Queens League 2023
La temporada 2023 de la Queens League (oficialmente por motivos de patrocionio, Queens League Oysho) es la primera edición de la Queens League, competición hermana de la Kings League, una competición de fútbol 7 con sede en Barcelona. Está formada por dos splits. El primer split comenzó el 6 de mayo y terminó con una final a cuatro el 29 de julio. La temporada concluirá con un segundo split por anunciar.

## Localización
La temporada 2023 se juega en el Cupra Arena, localizado en la zona de actividades logísticas en el puerto de Barcelona. La final a cuatro del primer split se jugó en el Estadio Metropolitano, estadio del Atlético de Madrid.

## Composición inicial de los equipos
En la temporada inaugural las jugadadoras fueron escogidos mediante un draft que tuvo lugar el 16 de abril de 2023. Las jugadoras pasaron una serie de pruebas físicas y de habilidad, las mejores fueron seleccionadas para el draft. Cada equipo un máximo de doce jugadoras en su plantilla, de los cuales diez fueron seleccionadas en el draft y las otras, conocidas como las wild cards, son habitualmente futbolistas profesionales o personalidades de las redes sociales. Una de las wild cards es permanente: no puede cambiarse salvo casos de fuerza mayor y con previa autorización de la competición; la otra podrá ser sustituida cada jornada. Al concluir cada temporada, los equipos deberán desprenderse de cinco jugadoras elegidas en el draft y sustituirlas por otras cinco jugadoras elegidas con este mismo sistema.
La Queens League, a diferencia de la Kings League, tiene jugadoras de fútbol profesionales en puestos directivos como la jugadora del Fútbol Club Barcelona Ana-Maria Crnogorčević, miembro del equipo Saiyans FC. Además, otros miembros del Barcelona (Patricia Guijarro, Claudia Pina y Sandra Paños) tienen cargos en otros equipos de la competición.
Los equipos de la temporada 2023 son:
| Equipo            | Equipo            | Entrenador        | Presidente                              |
| Queens League     | Eq. Kings League  | Entrenador        | Presidente                              |
| ----------------- | ----------------- | ----------------- | --------------------------------------- |
| 1K FC             | 1K FC             | Elba de Vega      | Maite Carrillo (Mayichi)                |
| Aniquiladoras FC  | Aniquiladores FC  | Marta Sánchez     | Esperanza Borrás (Espe)                 |
| El Barrio         | El Barrio         | Micky Ollé        | Adri Contreras                          |
| Jijantas FC       | Jijantes FC       | Manu Sánchez      | Gerard Romero y Lisbeth Cid             |
| Kunitas           | Kunisports        | Ari Font          | Morena Beltrán                          |
| Las Troncas FC    | Los Troncos FC    | Manu Lanzarote    | Violeta                                 |
| PIO FC            | PIO FC            | Flor de Luna Pila | Samantha Rivera (Rivers)                |
| Porcinas FC       | Porcinos FC       | Rubén Casado      | Gemma Gallardo (Gemita)                 |
| Rayo de Barcelona | Rayo de Barcelona | Rubén Rodríguez   | Martí Miràs (Spursito)                  |
| Saiyans FC        | Saiyans FC        | Víctor Alfaya     | Anna Lluna (Lluna Clark)                |
| Ultimate Móstoles | Ultimate Móstoles | Mireia Vera       | Noelia San Martín (Noe9977)             |
| xBuyer Team       | xBuyer Team       | Sergio Ruz        | Javier (xBuyer) y Eric Ruiz (MiniBuyer) |

## Split1

### Fase regular
|                                                                       | Equipo            | Pts. | J  | G | GP | P | PP | GF | GC | DG |
| --------------------------------------------------------------------- | ----------------- | ---- | -- | - | -- | - | -- | -- | -- | -- |
| 1                                                                     | Porcinas FC       | 22   | 11 | 6 | 1  | 2 | 2  | 31 | 25 | 6  |
| 2                                                                     | Ultimate Móstoles | 21   | 11 | 7 | 0  | 0 | 4  | 25 | 17 | 8  |
| 3                                                                     | El Barrio         | 20   | 11 | 5 | 2  | 1 | 3  | 23 | 17 | 6  |
| 4                                                                     | Rayo de Barcelona | 19   | 11 | 5 | 1  | 2 | 3  | 33 | 25 | 8  |
| 5                                                                     | PIO FC            | 19   | 11 | 5 | 2  | 0 | 4  | 33 | 31 | 2  |
| 6                                                                     | Las Troncas FC    | 17   | 11 | 5 | 0  | 2 | 4  | 34 | 31 | 3  |
| 7                                                                     | Aniquiladoras FC  | 17   | 11 | 4 | 2  | 1 | 4  | 30 | 32 | -2 |
| 8                                                                     | xBuyer Team       | 15   | 11 | 4 | 0  | 3 | 4  | 32 | 30 | 2  |
| 9                                                                     | Jijantas FC       | 14   | 11 | 3 | 2  | 1 | 5  | 17 | 26 | -9 |
| 10                                                                    | Saiyans FC        | 12   | 11 | 3 | 1  | 1 | 6  | 20 | 29 | -9 |
| 11                                                                    | Kunitas           | 12   | 11 | 2 | 3  | 0 | 6  | 20 | 29 | -9 |
| 12                                                                    | 1K FC             | 10   | 11 | 2 | 1  | 2 | 6  | 21 | 27 | -6 |
| Fuente: Queens League League 2023 - Split 2; actualización automática |                   |      |    |   |    |   |    |    |    |    |

La victoria en tiempo reglamentario otorga 3 puntos, la victoria en penaltis otorga 2 puntos y la derrota en penaltis otorga 1 punto.

### Resultados cruzados
| Local \ Visitante | 1K        | ANI       | ELB | JIJ       | KUN       | LTR | PIO       | POR       | RBA | SAI       | UMO | XBY       |
| ----------------- | --------- | --------- | --- | --------- | --------- | --- | --------- | --------- | --- | --------- | --- | --------- |
| 1K FC             | —         | —         | —   | 2–2 (2-1) | 1–1 (2-3) | 6–3 | 2–5       | —         | 0–1 | —         | 2–3 | 0–3       |
| Aniquiladoras FC  | 6–3       | —         | 0–4 | 3–2       | —         | —   | —         | —         | 5–7 | —         | 0–2 | 4–2       |
| El Barrio         | 1–1 (2-1) | —         | —   | —         | 2–0       | —   | 1–1 (2-3) | —         | 2–1 | —         | —   | 3–3 (3-2) |
| Jijantas FC       | —         | —         | 3–1 | —         | —         | —   | —         | 1–3       | —   | 1–1 (3-1) | 0–4 | —         |
| Kunitas           | —         | 3–2       | —   | 1–2       | —         | 3–1 | 2–4       | —         | —   | 3–5       | —   | —         |
| Las Troncas FC    | —         | 2–2 (2-3) | 2–3 | 4–0       | —         | —   | —         | 2–2 (1-3) | —   | 2–3       | —   | —         |
| PIO FC            | —         | 1–2       | —   | 4–2       | —         | 4–5 | —         | 1–4       | —   | 4–2       | —   | —         |
| Porcinas FC       | 2–1       | 4–4 (0-2) | 1–0 | —         | 2–2 (1-3) | —   | —         | —         | 2–5 | —         | —   | 7–4       |
| Rayo de Barcelona | —         | —         | —   | 2–2 (3-4) | 4–2       | 3–5 | 2–2 (2-4) | —         | —   | —         | 2–3 | 2–2 (3-1) |
| Saiyans FC        | 0–3       | 2–2 (3-2) | 2–4 | —         | —         | —   | —         | —         | 0–4 | —         | 3–1 | —         |
| Ultimate Móstoles | —         | —         | 3–2 | —         | 4–1       | 1–3 | 1–2       | 4–1       | —   | —         | —   | —         |
| xBuyer Team       | —         | —         | —   | 1–2       | 2–2 (3-4) | 4–5 | 8–5       | —         | —   | 2–0       | 1–0 | —         |

## Playoff
|  | Primera ronda 22 de julio ― Cupra Arena | Primera ronda 22 de julio ― Cupra Arena | Primera ronda 22 de julio ― Cupra Arena |                |       | Segunda ronda 25 de julio ― Cupra Arena | Segunda ronda 25 de julio ― Cupra Arena | Segunda ronda 25 de julio ― Cupra Arena |   |                | Semifinales 29 de julio ― Metropolitano | Semifinales 29 de julio ― Metropolitano | Semifinales 29 de julio ― Metropolitano |  |        | Final 29 de julio ― Metropolitano | Final 29 de julio ― Metropolitano | Final 29 de julio ― Metropolitano |  |
|  |                                         |                                         |                                         |                |       |                                         |                                         |                                         |   |                |                                         |                                         |                                         |  |        |                                   |                                   |                                   |  |
|  |                                         |                                         |                                         |                |       |                                         |                                         |                                         |   |                |                                         |                                         |                                         |  |        |                                   |                                   |                                   |  |
|  |                                         |                                         |                                         |                |       |                                         |                                         |                                         |   |                |                                         |                                         |                                         |  |        |                                   |                                   |                                   |  |
|  |                                         |                                         |                                         |                |       |                                         |                                         |                                         |   |                |                                         |                                         |                                         |  |        |                                   |                                   |                                   |  |
|  |                                         |                                         |                                         |                |       |                                         |                                         |                                         |   |                |                                         |                                         |                                         |  |        |                                   |                                   |                                   |  |
|  |                                         |                                         |                                         |                |       |                                         |                                         |                                         |   |                |                                         |                                         |                                         |  |        |                                   |                                   |                                   |  |
|  |                                         |                                         |                                         |                |       |                                         |                                         |                                         |   |                |                                         |                                         |                                         |  |        |                                   |                                   |                                   |  |
|  |                                         |                                         |                                         |                |       |                                         |                                         |                                         |   |                |                                         |                                         |                                         |  |        |                                   |                                   |                                   |  |
|  |                                         |                                         |                                         |                |       |                                         |                                         |                                         |   |                |                                         |                                         |                                         |  |        |                                   |                                   |                                   |  |
|  |                                         |                                         |                                         |                |       |                                         |                                         |                                         |   |                |                                         |                                         |                                         |  |        |                                   |                                   |                                   |  |
|  |                                         |                                         |                                         |                |       |                                         |                                         |                                         |   |                |                                         |                                         |                                         |  |        |                                   |                                   |                                   |  |
|  |                                         |                                         |                                         |                |       |                                         | 1.º                                     | Porcinas FC                             | 2 |                |                                         |                                         |                                         |  |        |                                   |                                   |                                   |  |
|  |                                         |                                         |                                         |                |       |                                         |                                         |                                         | 2 |                |                                         |                                         |                                         |  |        |                                   |                                   |                                   |  |
|  |                                         |                                         |                                         | PIO FC         | 3     |                                         |                                         |                                         |   |                |                                         |                                         |                                         |  |        |                                   |                                   |                                   |  |
|  |                                         |                                         |                                         | PIO FC         | 3     |                                         |                                         |                                         |   |                |                                         |                                         |                                         |  |        |                                   |                                   |                                   |  |
|  |                                         |                                         |                                         |                |       |                                         |                                         |                                         |   |                |                                         |                                         |                                         |  |        |                                   |                                   |                                   |  |
|  |                                         |                                         |                                         |                |       |                                         |                                         |                                         |   |                |                                         |                                         |                                         |  |        |                                   |                                   |                                   |  |
|  |                                         | 4.º                                     | Rayo de Barcelona                       | 2              |       |                                         |                                         |                                         |   |                |                                         |                                         |                                         |  |        |                                   |                                   |                                   |  |
|  |                                         |                                         |                                         | 2              |       |                                         |                                         |                                         |   |                |                                         |                                         |                                         |  |        |                                   |                                   |                                   |  |
|  |                                         |                                         |                                         | PIO FC         | 3     |                                         |                                         |                                         |   |                |                                         |                                         |                                         |  |        |                                   |                                   |                                   |  |
|  | 5.º                                     | PIO FC                                  | 2                                       | PIO FC         | 3     |                                         |                                         |                                         |   |                |                                         |                                         |                                         |  |        |                                   |                                   |                                   |  |
|  | 5.º                                     | PIO FC                                  | 2                                       |                |       |                                         |                                         |                                         |   |                |                                         |                                         |                                         |  |        |                                   |                                   |                                   |  |
|  | 10.º                                    | Saiyans FC                              | 1                                       |                |       |                                         |                                         |                                         |   |                |                                         |                                         |                                         |  |        |                                   |                                   |                                   |  |
|  | 10.º                                    | Saiyans FC                              | 1                                       |                |       |                                         |                                         |                                         |   |                |                                         |                                         |                                         |  | PIO FC | PIO FC                            | 3                                 |                                   |  |
|  |                                         |                                         |                                         |                |       |                                         |                                         |                                         |   |                |                                         |                                         |                                         |  | PIO FC | PIO FC                            | 3                                 |                                   |  |
|  |                                         |                                         | Las Troncas FC                          | Las Troncas FC | 1     |                                         |                                         |                                         |   |                |                                         |                                         |                                         |  |        |                                   |                                   |                                   |  |
|  |                                         |                                         | Las Troncas FC                          | Las Troncas FC | 1     |                                         |                                         |                                         |   |                |                                         |                                         |                                         |  |        |                                   |                                   |                                   |  |
|  |                                         |                                         |                                         |                |       |                                         |                                         |                                         |   |                |                                         |                                         |                                         |  |        |                                   |                                   |                                   |  |
|  |                                         |                                         |                                         |                |       |                                         |                                         |                                         |   |                |                                         |                                         |                                         |  |        |                                   |                                   |                                   |  |
|  |                                         | 2.º                                     | Ultimate Móstoles                       | 1 (3)          |       |                                         |                                         |                                         |   |                |                                         |                                         |                                         |  |        |                                   |                                   |                                   |  |
|  |                                         |                                         |                                         | 1 (3)          |       |                                         |                                         |                                         |   |                |                                         |                                         |                                         |  |        |                                   |                                   |                                   |  |
|  |                                         |                                         |                                         | xBuyer Team    | 1 (4) |                                         |                                         |                                         |   |                |                                         |                                         |                                         |  |        |                                   |                                   |                                   |  |
|  | 7.º                                     | Aniquiladoras FC                        | 2                                       | xBuyer Team    | 1 (4) |                                         |                                         |                                         |   |                |                                         |                                         |                                         |  |        |                                   |                                   |                                   |  |
|  | 7.º                                     | Aniquiladoras FC                        | 2                                       |                |       |                                         |                                         |                                         |   |                |                                         |                                         |                                         |  |        |                                   |                                   |                                   |  |
|  | 8.º                                     | xBuyer Team                             | 5                                       |                |       |                                         |                                         |                                         |   |                |                                         |                                         |                                         |  |        |                                   |                                   |                                   |  |
|  | 8.º                                     | xBuyer Team                             | 5                                       |                |       |                                         |                                         |                                         |   | xBuyer Team FC | xBuyer Team FC                          | 3                                       |                                         |  |        |                                   |                                   |                                   |  |
|  |                                         |                                         |                                         |                |       |                                         |                                         |                                         |   | xBuyer Team FC | xBuyer Team FC                          | 3                                       |                                         |  |        |                                   |                                   |                                   |  |
|  |                                         |                                         | Las Troncas FC                          | Las Troncas FC | 5     |                                         |                                         |                                         |   |                |                                         |                                         |                                         |  |        |                                   |                                   |                                   |  |
|  |                                         |                                         | Las Troncas FC                          | Las Troncas FC | 5     |                                         |                                         |                                         |   |                |                                         |                                         |                                         |  |        |                                   |                                   |                                   |  |
|  |                                         |                                         |                                         |                |       |                                         |                                         |                                         |   |                |                                         |                                         |                                         |  |        |                                   |                                   |                                   |  |
|  |                                         |                                         |                                         |                |       |                                         |                                         |                                         |   |                |                                         |                                         |                                         |  |        |                                   |                                   |                                   |  |
|  |                                         | 3.º                                     | El Barrio                               | 1 (1)          |       |                                         |                                         |                                         |   |                |                                         |                                         |                                         |  |        |                                   |                                   |                                   |  |
|  |                                         |                                         |                                         | 1 (1)          |       |                                         |                                         |                                         |   |                |                                         |                                         |                                         |  |        |                                   |                                   |                                   |  |
|  |                                         |                                         |                                         | Las Troncas FC | 1 (3) |                                         |                                         |                                         |   |                |                                         |                                         |                                         |  |        |                                   |                                   |                                   |  |
|  | 6.º                                     | Las Troncas FC                          | 4                                       | Las Troncas FC | 1 (3) |                                         |                                         |                                         |   |                |                                         |                                         |                                         |  |        |                                   |                                   |                                   |  |
|  | 6.º                                     | Las Troncas FC                          | 4                                       |                |       |                                         |                                         |                                         |   |                |                                         |                                         |                                         |  |        |                                   |                                   |                                   |  |
|  | 9.º                                     | Jijantas FC                             | 1                                       |                |       |                                         |                                         |                                         |   |                |                                         |                                         |                                         |  |        |                                   |                                   |                                   |  |
|  | 9.º                                     | Jijantas FC                             | 1                                       |                |       |                                         |                                         |                                         |   |                |                                         |                                         |                                         |  |        |                                   |                                   |                                   |  |
|  |                                         |                                         |                                         |                |       |                                         |                                         |                                         |   |                |                                         |                                         |                                         |  |        |                                   |                                   |                                   |  |

## Segundodraft
Entre el primer y segundo split de la temporada, el día 4 de septiembre de 2023, se organizará un draft para elegir nuevas jugadoras que disputarán el último split en lugar de un mercado de fichajes. En este proceso de selección, que ocurre unos días antes del comienzo de la temporada regular de fútbol once, se exige exclusividad a los futbolistas, que no podrán jugar otra competición deportiva. El proceso de draft, que no afecta a las jugadoras once y doce, es el siguiente: cada equipo tendrá que elegir qué cinco jugadoras quieren conservar de sus plantillas y las completarán con jugadoras del draft y, opcionalmente, con una jugadora descartada por otro equipo. El orden de selección de jugadoras será en función de los resultados de la fase regular del segundo split.

## Queens Cup
El segundo split conocido como Queens Cup comenzó el 9 de septiembre y terminará el 14 de octubre de 2023. En esta copa, los equipos se dividen en dos grupos de seis que se enfrentan todos contra todos para un total de cinco jornadas. Los primeros cuatro de cada grupo se clasifican a los octavos de final de un playoff.

### Formato
Las normativas de esta competición guardan una notable semejanza con las de su homóloga masculina (Kings Cup), así como también las reglas establecidas en la Kings League y la Queens League. Esto implica que varias de las reglas introducidas en esta competición no están incluidas en las regulaciones internacionales establecidas por la FIFA. El propósito detrás de esta decisión es infundir un mayor nivel de dinamismo y diversión a los encuentros, buscando alejarse del típico formato de fútbol. Entre las modificaciones que se incluyen son la posibilidad de resolver empates mediante tanda de penaltis, capacidad ilimitada de cambios, o incluso la incorporación de armas secretas en el juego.
La Queens Cup está conformada por una fase regular con dos grupos de seis equipos, donde se clasificarán los cuatro mejores. El primer clasificado del grupo 1 se enfrentará al cuarto del grupo 2, el segundo al tercero, y así sucesivamente. Para acceder a la gran final existirá una ronda eliminatoria de cuartos de final. 
Además, se mantiene la regla que se usó anteriormente, y es que los equipos que hayan tenido una mejor clasificación en la fase regular contarán con algunos beneficios en la ronda eliminatoria, como por ejemplo, con 5 minutos añadidos si termina el partido y se encuentran en desventaja.

### Modificaciones introducidas en el campeonato
Además, se mantiene la regla que se usó anteriormente, y es que los equipos que hayan tenido una mejor clasificación en la fase regular contarán con algunos beneficios en la ronda eliminatoria, como por ejemplo, con 5 minutos añadidos si termina el partido y se encuentran en desventaja.
Según la información que fue compartida por las redes sociales, y en los propios programas especiales que emite la organización, se han introducido algunas modificaciones de las reglas en comparación con la edición previa. La primera modificación establece que tanto la jugadora número 11 como la 12 tendrán la posibilidad de alternar durante la temporada, en contraste con la edición anterior donde la jugadora número 11 tenía una asignación fija.
La modificación más significativa se refiere al concepto de gol doble, una de las novedades más destacadas. A partir de ahora, si un partido llega a un empate en el minuto 18, el gol doble se reemplazará por el gol de oro, lo que significa que el primer equipo en anotar será declarado ganador del encuentro.
Otras casuísticas que contempla la organización y que se introducen en el reglamento son las siguientes:
1. Se puede robar carta (arma secreta) aunque el tiempo esté parado, siempre que se pulse el botón antes de que la carta del rival sea revelada.
2. No se puede solicitar VAR una vez que se ha iniciado la cuenta atrás del lanzamiento de shootout.
3. Si la atacante o la defensora cometen infracciones, el penalti se repetirá.
4. Si la portera defensora sale del área y la atacante acaba marcando, será tarjeta roja para la portera y el gol será declarado válido. Si finalmente acaba en "no gol", será tarjeta roja y doble penalti.
5. Si una atacante golpea el balón antes del cumplimiento de los 2 minutos pero el balón entra después, contará como un gol doble. Si una atacante desvía la trayectoria, contará como un gol único.

Otra de las innovaciones es la compra de cartas. Antes, los equipos contaban con un presupuesto derivado del mercado de fichajes, ahora todos contarán con el mismo reparto económico: 40 millones. 
Los precios que se han establecido para las cartas son:
- Jugadora 13: 10 millones.
- Penalti: 8 millones.
- Shootout: 5 millones.
- Arma sorpresa: 4 millones.
- Sanción de 2 minutos: 2 millones.
- Gol doble: 1 millón.

### Grupo A

#### Clasificación
|                                                                             | Equipo           | Pts. | J | G | GP | P | PP | GF | GC | DG |
| --------------------------------------------------------------------------- | ---------------- | ---- | - | - | -- | - | -- | -- | -- | -- |
| 1                                                                           | Saiyans FC       | 12   | 5 | 2 | 3  | 0 | 0  | 16 | 13 | 3  |
| 2                                                                           | Aniquiladoras FC | 8    | 5 | 2 | 1  | 0 | 2  | 14 | 15 | -1 |
| 3                                                                           | PIO FC           | 7    | 5 | 2 | 0  | 1 | 2  | 15 | 9  | 6  |
| 4                                                                           | El Barrio        | 7    | 5 | 2 | 0  | 1 | 2  | 16 | 16 | 0  |
| 5                                                                           | Porcinas FC      | 7    | 5 | 2 | 0  | 1 | 2  | 13 | 19 | -6 |
| 6                                                                           | Las Troncas FC   | 4    | 5 | 1 | 0  | 1 | 3  | 13 | 15 | -2 |
| Fuente: Queens League 2023 - Queens Cup - Grupo A; actualización automática |                  |      |   |   |    |   |    |    |    |    |

La victoria en tiempo reglamentario otorga 3 puntos, la victoria en penaltis otorga 2 puntos y la derrota en penaltis otorga 1 punto.

### Grupo B

#### Clasificación
|                                                                             | Equipo            | Pts. | J | G | GP | P | PP | GF | GC | DG |
| --------------------------------------------------------------------------- | ----------------- | ---- | - | - | -- | - | -- | -- | -- | -- |
| 1                                                                           | 1K FC             | 11   | 5 | 3 | 1  | 0 | 1  | 20 | 15 | 5  |
| 2                                                                           | Kunitas           | 8    | 5 | 2 | 1  | 0 | 2  | 14 | 17 | -3 |
| 3                                                                           | Rayo de Barcelona | 8    | 5 | 1 | 2  | 1 | 1  | 14 | 17 | -3 |
| 4                                                                           | xBuyer Team       | 7    | 5 | 2 | 0  | 1 | 2  | 15 | 14 | 1  |
| 5                                                                           | Jijantas FC       | 7    | 5 | 2 | 0  | 1 | 2  | 12 | 11 | 1  |
| 6                                                                           | Ultimate Móstoles | 4    | 5 | 1 | 0  | 1 | 3  | 14 | 15 | -1 |
| Fuente: Queens League 2023 - Queens Cup - Grupo B; actualización automática |                   |      |   |   |    |   |    |    |    |    |

La victoria en tiempo reglamentario otorga 3 puntos, la victoria en penaltis otorga 2 puntos y la derrota en penaltis otorga 1 punto.

### Playoff
|  |                                          |                                          |                                          |                  |       |                                           |                                           |                                           |   |  |                                       |                                       |                                       |  |  |                                   |                                   |                                   |
|  | Primera ronda 9 de octubre ― Cupra Arena | Primera ronda 9 de octubre ― Cupra Arena | Primera ronda 9 de octubre ― Cupra Arena |                  |       | Segunda ronda 11 de octubre ― Cupra Arena | Segunda ronda 11 de octubre ― Cupra Arena | Segunda ronda 11 de octubre ― Cupra Arena |   |  | Semifinal 14 de octubre ― La Rosaleda | Semifinal 14 de octubre ― La Rosaleda | Semifinal 14 de octubre ― La Rosaleda |  |  | Final 14 de octubre ― La Rosaleda | Final 14 de octubre ― La Rosaleda | Final 14 de octubre ― La Rosaleda |
|  | Primera ronda 9 de octubre ― Cupra Arena | Primera ronda 9 de octubre ― Cupra Arena | Primera ronda 9 de octubre ― Cupra Arena |                  |       | Segunda ronda 11 de octubre ― Cupra Arena | Segunda ronda 11 de octubre ― Cupra Arena | Segunda ronda 11 de octubre ― Cupra Arena |   |  | Semifinal 14 de octubre ― La Rosaleda | Semifinal 14 de octubre ― La Rosaleda | Semifinal 14 de octubre ― La Rosaleda |  |  | Final 14 de octubre ― La Rosaleda | Final 14 de octubre ― La Rosaleda | Final 14 de octubre ― La Rosaleda |
|  |                                          |                                          |                                          |                  |       |                                           |                                           |                                           |   |  |                                       |                                       |                                       |  |  |                                   |                                   |                                   |
|  |                                          |                                          |                                          |                  |       |                                           | 1A                                        | Saiyans FC                                | 1 |  |                                       |                                       |                                       |  |  |                                   |                                   |                                   |
|  | 1A                                       | Saiyans FC                               | 4                                        |                  |       |                                           | 1A                                        | Saiyans FC                                | 1 |  |                                       |                                       |                                       |  |  |                                   |                                   |                                   |
|  | 1A                                       | Saiyans FC                               | 4                                        |                  |       |                                           |                                           |                                           |   |  |                                       |                                       |                                       |  |  | 2A                                | Aniquiladoras FC                  | 2                                 |
|  | 1B                                       | 1K FC                                    | 3                                        |                  |       |                                           |                                           |                                           |   |  |                                       |                                       |                                       |  |  | 2A                                | Aniquiladoras FC                  | 2                                 |
|  | 1B                                       | 1K FC                                    | 3                                        |                  |       | 1B                                        | 1K FC                                     | 4 (0)                                     |   |  |                                       |                                       |                                       |  |  |                                   |                                   |                                   |
|  |                                          |                                          |                                          |                  |       | 1B                                        | 1K FC                                     | 4 (0)                                     |   |  |                                       |                                       |                                       |  |  |                                   |                                   |                                   |
|  |                                          |                                          | 3A                                       | Pio FC           | 4 (2) |                                           |                                           |                                           |   |  |                                       |                                       |                                       |  |  |                                   |                                   |                                   |
|  | 3A                                       | Pio FC                                   | 3A                                       | Pio FC           | 4 (2) | 2 (2)                                     |                                           |                                           |   |  |                                       |                                       |                                       |  |  |                                   |                                   |                                   |
|  | 3A                                       | Pio FC                                   |                                          |                  |       |                                           |                                           |                                           |   |  |                                       |                                       |                                       |  |  |                                   |                                   |                                   |
|  | 3B                                       | Rayo de Barcelona                        | 2 (1)                                    |                  |       |                                           |                                           |                                           |   |  |                                       |                                       |                                       |  |  |                                   |                                   |                                   |
|  | 3B                                       | Rayo de Barcelona                        | 2 (1)                                    |                  |       | 3A                                        | Pio FC                                    | 0 (1)                                     |   |  |                                       |                                       |                                       |  |  |                                   |                                   |                                   |
|  |                                          |                                          |                                          |                  |       |                                           |                                           |                                           |   |  |                                       |                                       |                                       |  |  |                                   |                                   |                                   |
|  |                                          |                                          | 2A                                       | Aniquiladoras FC | 0 (2) |                                           |                                           |                                           |   |  |                                       |                                       |                                       |  |  |                                   |                                   |                                   |
|  | 2A                                       | Aniquiladoras FC                         | 2A                                       | Aniquiladoras FC | 0 (2) | 3                                         |                                           |                                           |   |  |                                       |                                       |                                       |  |  |                                   |                                   |                                   |
|  | 2A                                       | Aniquiladoras FC                         |                                          |                  |       |                                           |                                           |                                           |   |  |                                       |                                       |                                       |  |  |                                   |                                   |                                   |
|  | 4B                                       | xBuyer Team                              | 2                                        |                  |       |                                           |                                           |                                           |   |  |                                       |                                       |                                       |  |  |                                   |                                   |                                   |
|  | 4B                                       | xBuyer Team                              | 2                                        |                  |       | 2A                                        | Aniquiladoras FC                          | 3 (3)                                     |   |  |                                       |                                       |                                       |  |  |                                   |                                   |                                   |
|  |                                          |                                          |                                          |                  |       | 2A                                        | Aniquiladoras FC                          | 3 (3)                                     |   |  |                                       |                                       |                                       |  |  |                                   |                                   |                                   |
|  |                                          |                                          | 4A                                       | El Barrio        | 3 (0) |                                           |                                           |                                           |   |  |                                       |                                       |                                       |  |  |                                   |                                   |                                   |
|  | 2B                                       | Kunitas                                  | 4A                                       | El Barrio        | 3 (0) | 0                                         |                                           |                                           |   |  |                                       |                                       |                                       |  |  |                                   |                                   |                                   |
|  | 2B                                       | Kunitas                                  |                                          |                  |       |                                           |                                           |                                           |   |  |                                       |                                       |                                       |  |  |                                   |                                   |                                   |
|  | 4A                                       | El Barrio                                | 4                                        |                  |       |                                           |                                           |                                           |   |  |                                       |                                       |                                       |  |  |                                   |                                   |                                   |
|  | 4A                                       | El Barrio                                | 4                                        |                  |       |                                           |                                           |                                           |   |  |                                       |                                       |                                       |  |  |                                   |                                   |                                   |

## Kingdom Cup
"Kingdom Cup: Entra en el reino", la primera competición mixta por clubes. Desde el 29 de octubre y hasta el 25 de noviembre, con la disputa del playoff en el Palau Sant Jordi de Barcelona, los equipos femeninos y masculinos de cada club se fusionan para jugar una mitad del partido cada uno y luchar juntos para alzar la copa y ganar un premio de 100.000 €. ¡Lo harán, además, con novedades en el formato de los partidos!
Cada parte, que será de 20 minutos, iniciará con un 1 contra 1 con portero y a cada minuto que pase, se irá añadiendo un jugador al campo. Así hasta completar el 7 contra 7 con el que el juego transcurrirá con normalidad.
Al inicio del encuentro y después del descanso, se hará el saque de waterpolo, en el que los jugadores saldrán de la línea de fondo de su propio campo para conseguir la posesión del balón que caerá de la jaula. 
Otra de las novedades es que en el minuto 18 de cada parte se lanzarán dos dados. Cada equipo tendrá una jugada de 30″ en ataque, con el número del dado correspondiente, y después cambiará a defensa, con otros 30″ y el número de jugadores defensivos. Así pues, los dados durarán, como máximo, un minuto. Los goles valdrán doble desde ese minuto 18 y hasta el final de la parte.
La Kingdom Cup empezará con una fase regular de dos grupos (A y B) con seis clubes cada uno. En todos los partidos, las jugadoras de la Queens jugarán la primera parte y los jugadores de la Kings la segunda.

### Grupo A

#### Clasificación
|   | Equipo            | Pts. | J | G | GP | PP | P | GF | GC | DG |
| - | ----------------- | ---- | - | - | -- | -- | - | -- | -- | -- |
| 1 | Ultimate Móstoles | 9    | 5 | 3 | 0  | 0  | 2 | 22 | 22 | 0  |
| 2 | Kunisports        | 9    | 5 | 3 | 0  | 0  | 2 | 27 | 27 | 0  |
| 3 | 1k FC             | 8    | 5 | 2 | 1  | 0  | 2 | 20 | 21 | -1 |
| 4 | Jijantes FC       | 7    | 5 | 2 | 0  | 1  | 2 | 20 | 15 | 5  |
| 5 | Los Troncos FC    | 6    | 5 | 1 | 1  | 1  | 2 | 17 | 18 | -1 |
| 6 | Aniquiladores FC  | 6    | 5 | 2 | 0  | 0  | 3 | 18 | 21 | -3 |

#### Resultados cruzados
| Local \ Visitante | 1K        | ANI | JFC       | KNS | TFC       | ULT |
| ----------------- | --------- | --- | --------- | --- | --------- | --- |
| 1k FC             | —         | 5–3 | 3–2       | 5–7 | 5–5 (4-2) | 2–4 |
| Aniquiladores FC  | 3–5       | —   | 2–1       | 5–8 | 4–0       | 4–7 |
| Jijantes FC       | 2–3       | 1–2 | —         | 8–3 | 2–2 (2-4) | 7–5 |
| Kunisports        | 7–5       | 8–5 | 3–8       | —   | 6–4       | 3–5 |
| Los Troncos FC    | 5–5 (2-4) | 0–4 | 2–2 (4-2) | 4–6 | —         | 6–1 |
| Ultimate Móstoles | 4–2       | 7–4 | 5–7       | 5–3 | 1–6       | —   |

### Grupo B

#### Clasificación
|   | Equipo            | Pts. | J | G | GP | PP | P | GF | GC | DG  |
| - | ----------------- | ---- | - | - | -- | -- | - | -- | -- | --- |
| 1 | Porcinos FC (C)   | 15   | 5 | 5 | 0  | 0  | 0 | 36 | 17 | 19  |
| 2 | xBuyer Team       | 12   | 5 | 4 | 0  | 0  | 1 | 24 | 16 | 8   |
| 3 | El Barrio         | 7    | 5 | 2 | 0  | 1  | 2 | 15 | 16 | -1  |
| 4 | Rayo de Barcelona | 6    | 5 | 1 | 1  | 1  | 2 | 17 | 19 | -2  |
| 5 | Saiyans FC        | 5    | 5 | 1 | 1  | 0  | 3 | 22 | 27 | -5  |
| 6 | Pio FC            | 0    | 5 | 0 | 0  | 0  | 5 | 12 | 31 | -19 |

#### Resultados cruzados
| Local \ Visitante | ELB       | PIO  | POR  | RDB       | SAI       | XBU |
| ----------------- | --------- | ---- | ---- | --------- | --------- | --- |
| El Barrio         | —         | 4–2  | 3–4  | 2–2 (2-3) | 5–4       | 1–4 |
| Pio FC            | 2–4       | —    | 2–10 | 3–7       | 5–7       | 0–3 |
| Porcinos FC       | 4–3       | 10–2 | —    | 7–3       | 7–5       | 8–4 |
| Rayo de Barcelona | 2–2 (3-2) | 7–3  | 3–7  | —         | 2–2 (2-4) | 3–5 |
| Saiyans FC        | 4–5       | 7–5  | 5–7  | 2–2 (4-2) | —         | 4–8 |
| xBuyer Team       | 4–1       | 3–0  | 4–8  | 5–3       | 8–4       | —   |

### Playoffs
|  | Cuartos de final 23 de noviembre de 2023 ― Cupra Arena | Cuartos de final 23 de noviembre de 2023 ― Cupra Arena | Cuartos de final 23 de noviembre de 2023 ― Cupra Arena |             |    | Semifinales 25 de noviembre de 2023 ― Palau Sant Jordi | Semifinales 25 de noviembre de 2023 ― Palau Sant Jordi | Semifinales 25 de noviembre de 2023 ― Palau Sant Jordi |  |    | Final 25 de noviembre de 2023 ― Palau Sant Jordi | Final 25 de noviembre de 2023 ― Palau Sant Jordi | Final 25 de noviembre de 2023 ― Palau Sant Jordi |  |
|  |                                                        |                                                        |                                                        |             |    |                                                        |                                                        |                                                        |  |    |                                                  |                                                  |                                                  |  |
|  |                                                        |                                                        |                                                        |             |    |                                                        |                                                        |                                                        |  |    |                                                  |                                                  |                                                  |  |
|  | A1                                                     | Ultimate Móstoles                                      | 7                                                      |             |    |                                                        |                                                        |                                                        |  |    |                                                  |                                                  |                                                  |  |
|  | A1                                                     | Ultimate Móstoles                                      | 7                                                      |             |    |                                                        |                                                        |                                                        |  |    |                                                  |                                                  |                                                  |  |
|  | B4                                                     | Rayo de Barcelona                                      | 2                                                      |             |    |                                                        |                                                        |                                                        |  |    |                                                  |                                                  |                                                  |  |
|  | B4                                                     | Rayo de Barcelona                                      | 2                                                      |             | A1 | Ultimate Móstoles                                      | 4                                                      |                                                        |  |    |                                                  |                                                  |                                                  |  |
|  |                                                        |                                                        |                                                        |             | A1 | Ultimate Móstoles                                      | 4                                                      |                                                        |  |    |                                                  |                                                  |                                                  |  |
|  |                                                        |                                                        | B2                                                     | xBuyer Team | 1  |                                                        |                                                        |                                                        |  |    |                                                  |                                                  |                                                  |  |
|  | B2                                                     | xBuyer Team                                            | B2                                                     | xBuyer Team | 1  | 4 (5)                                                  |                                                        |                                                        |  |    |                                                  |                                                  |                                                  |  |
|  | B2                                                     | xBuyer Team                                            |                                                        |             |    |                                                        |                                                        |                                                        |  |    |                                                  |                                                  |                                                  |  |
|  | A3                                                     | 1k FC                                                  | 4 (3)                                                  |             |    |                                                        |                                                        |                                                        |  |    |                                                  |                                                  |                                                  |  |
|  | A3                                                     | 1k FC                                                  | 4 (3)                                                  |             |    |                                                        |                                                        |                                                        |  | A1 | Ultimate Móstoles                                | 2                                                |                                                  |  |
|  |                                                        |                                                        |                                                        |             |    |                                                        |                                                        |                                                        |  | A1 | Ultimate Móstoles                                | 2                                                |                                                  |  |
|  |                                                        |                                                        | B1                                                     | Porcinos FC | 7  |                                                        |                                                        |                                                        |  |    |                                                  |                                                  |                                                  |  |
|  | B1                                                     | Porcinos FC                                            | B1                                                     | Porcinos FC | 7  | 9                                                      |                                                        |                                                        |  |    |                                                  |                                                  |                                                  |  |
|  | B1                                                     | Porcinos FC                                            |                                                        |             |    |                                                        |                                                        |                                                        |  |    |                                                  |                                                  |                                                  |  |
|  | A4                                                     | Jijantes FC                                            | 6                                                      |             |    |                                                        |                                                        |                                                        |  |    |                                                  |                                                  |                                                  |  |
|  | A4                                                     | Jijantes FC                                            | 6                                                      |             | B1 | Porcinos FC                                            | 9                                                      |                                                        |  |    |                                                  |                                                  |                                                  |  |
|  |                                                        |                                                        |                                                        |             | B1 | Porcinos FC                                            | 9                                                      |                                                        |  |    |                                                  |                                                  |                                                  |  |
|  |                                                        |                                                        | A2                                                     | Kunisports  | 1  |                                                        |                                                        |                                                        |  |    |                                                  |                                                  |                                                  |  |
|  | A2                                                     | Kunisports                                             | A2                                                     | Kunisports  | 1  | 1 (2)                                                  |                                                        |                                                        |  |    |                                                  |                                                  |                                                  |  |
|  | A2                                                     | Kunisports                                             |                                                        |             |    |                                                        |                                                        |                                                        |  |    |                                                  |                                                  |                                                  |  |
|  | B3                                                     | El Barrio                                              | 1 (1)                                                  |             |    |                                                        |                                                        |                                                        |  |    |                                                  |                                                  |                                                  |  |
|  | B3                                                     | El Barrio                                              | 1 (1)                                                  |             |    |                                                        |                                                        |                                                        |  |    |                                                  |                                                  |                                                  |  |
|  |                                                        |                                                        |                                                        |             |    |                                                        |                                                        |                                                        |  |    |                                                  |                                                  |                                                  |  |